# Atena Lèmnia
L'Atena Lèmnia era una estàtua de bronze realitzada per Fídies al segle v aC i que va estar situada a l'Acròpoli d'Atenes.

## Història
Atenes havia enviat un grup nombrós de colons a l'illa de Lemnos cap el 450 aC. Posteriorment, els colons, en agraïment, van enviar a Pèricles una quantitat de diners perquè els utilitzés per homenatjar Atena. Pèricles va encarregar una estàtua que, per tant, es va dir Lèmnia.

## Descripció
Hi ha una possible còpia romana d'aquesta estàtua desapareguda, formada per la unió de dos fragments de marbre: un cap que es conserva al Museu Cívic Arqueològic de Bolonya i un cos que és a la Staatliche Kunstsammlungen de Dresden.
L'estàtua era una mica més gran que el natural; tenia la llança en una mà i amb l'altra sostenia el casc, per tant duia el cap descobert. La seva indumentària destacava per una reeixida síntesi de força i elasticitat. Els plecs eren rectes i acanalats. L'ègida apareixia creuada i podria ser un precedent de l'Atena representada al frontó occidental del Partenó.

## Cites d'autors antics sobre l'estàtua
Sobre aquesta escultura, Plini el Vell va dir que sobrepassava en bellesa les altres estàtues d'Atena. Per la seva banda, Llucià de Samòsata fa dir a dos dels seus personatges:
| « | –Quina creus que és la millor de les obres de Fídies? | » |
| — –Quina? Doncs l'Atena Lèmnia, on Fídies es va dignar escriure el seu nom., Llucià, Els retrats, 4. |                                                       |   |

Pausànies diu que és la més digna de veure de totes les obres de Fídies.